# Billy Morgan
Pour les articles homonymes, voir Morgan.
Billy Morgan, né le 2 avril 1989 à Southampton, est un snowboardeur britannique.
Il termine dixième des épreuves de slopestyle aux Jeux olympiques d'hiver de 2014 organisés à Sotchi, en Russie.
Il remporte aux Jeux olympiques d'hiver de 2018 la médaille de bronze de big air.